# قرماطيات
القرماطيات (الاسم العلمي: Curimatidae)، فصيلة أسماك من رتبة الكراسين تعيش في المياه العذبة. مواطنها من جنوب كوستاريكا إلى شمال الأرجنتين. تضم الفصيلة حوالي 105 نوعًا.